# Fix-Saint-Geneys
Fix-Saint-Geneys là một xã thuộc tỉnh Haute-Loire nam trung bộ nước Pháp. Xã Fix-Saint-Geneys nằm ở khu vực có độ cao trung bình 1112 mét trên mực nước biển.
Dân số theo điều tra dân số năm 1999 của INSEE là 138 người.